# Mopsuestia
Mopsuestia, eller Mamistra, var under antiken en viktig stad. Platsen ligger i nuvarande Turkiet vid floden Pyramos på vägen mellan Tarsus och Issos. Idag heter platsen Yakapınar och hade 5 765 invånare i slutet av 2007, och är belägen i provinsen Adana. Yakapınar var tidigare en egen kommun men ingår numera i Adanas storstadskommun. Platsens mest kända byggnad är en magnifik bro som kejsaren Constantius II lät bygga.